# Cadaujac

Cadaujac este o comună în departamentul Gironde din sud-vestul Franței. În 2009 avea o populație de 4.716 de locuitori.

## Evoluția populației
| An        | 1975  | 1982  | 1990  | 1999  | 2006  | 2009  |
| --------- | ----- | ----- | ----- | ----- | ----- | ----- |
| Populație | 2.537 | 2.823 | 4.137 | 4.408 | 4.688 | 4.716 |